# Эль-Эспино
Эль-Эспино (исп. El Espino) — небольшой город и муниципалитет на северо-востоке центральной части Колумбии, на территории департамента Бояка. Входит в состав провинции Гутьеррес.

## История
Поселение, из которого позднее вырос город, было основано в 1790 году. Муниципалитет Эль-Эспино был выделен в отдельную административную единицу в 1842 году.

## Географическое положение
Город расположен в северо-восточной части департамента, в гористой местности Восточной Кордильеры, к северу от реки Моско, на расстоянии приблизительно 137 километров к северо-востоку от города Тунха, административного центра департамента. Абсолютная высота — 2127 метров над уровнем моря.
Муниципалитет Эль-Эспино граничит на севере и северо-западе с территорией муниципалитета Чискас, на юго-западе — с муниципалитетом Гуакамаяс, на юго-востоке — с муниципалитетом Панкеба, на востоке — с муниципалитетом Гуикан, на западе — с территорией департамента Сантандер. Площадь муниципалитета составляет 70 км².

## Население
По данным Национального административного департамента статистики Колумбии, совокупная численность населения города и муниципалитета в 2015 году составляла 4195 человек.
Динамика численности населения муниципалитета по годам:
| 2005 | 2006 | 2007 | 2008 | 2009 | 2010 | 2011 | 2012 | 2013 | 2014 | 2015 |
| ---- | ---- | ---- | ---- | ---- | ---- | ---- | ---- | ---- | ---- | ---- |
| 3997 | 4024 | 4050 | 4074 | 4097 | 4117 | 4136 | 4153 | 4169 | 4183 | 4195 |

Согласно данным переписи 2005 года мужчины составляли 50,3 % от населения Эль-Эспино, женщины — соответственно 49,7 %. В расовом отношении белые и метисы составляли 98 % от населения города; негры, мулаты и райсальцы — 1,6 %; индейцы — 0,4 %.
Уровень грамотности среди всего населения составлял 90,3 %.

## Экономика
Основу экономики Эль-Эспино составляют сельское хозяйство и добыча полезных ископаемых.

67,5 % от общего числа городских и муниципальных предприятий составляют предприятия торговой сферы, 17,5 % — предприятия сферы обслуживания, 14,2 % — промышленные предприятия, 0,8 % — предприятия иных отраслей экономики.